# Судья и убийца
«Судья и убийца» (фр. Le Juge et l'Assassin) — исторический фильм, криминальная драма режиссёра Бертрана Тавернье. Франция, 1976 год. Картина основана на подлинных событиях, связанных с многочисленными жестокими преступлениями «французского потрошителя» Жозефа Ваше.

## Сюжет
1883 год, Франция, Лурд. Судья Руссо (Нуаре) должен вынести решение по делу бывшего сержанта Жозефа Бувье (Галабрю), недавно пойманного серийного убийцы и насильника. В своих беседах с обвиняемым Руссо хочет понять, является ли Бувье сумасшедшим раненым ветераном, нуждающимся в психиатрическом лечении, или он — расчётливый мошенник, маскирующий свою жестокость под личиной безумия. На протяжении всей картины прослеживается противопоставление философии, быта обеспеченного буржуа и голодного полунищего бродяги. Фильм отражает атмосферу нетерпимости в обществе конкретного периода истории Франции, предшествующего «делу Дрейфуса» и последовавшего за ним социального конфликта. Страна, которая недавно потеряла часть своей территории, пыталась обвинить в этом инородцев и иноверцев.

## В ролях
- Филипп Нуаре — судья Руссо
- Мишель Галабрю — сержант Жозеф Бувье
- Изабель Юппер — Роз
- Жан-Клод Бриали — адвокат Вильдьё
- Рене Фор — мадам Руссо
- Сесиль Вассор — Луиза Лесюэр
- Ив Робер — профессор Дегуэльгрэ

## Награды
- Премия «Сезар», полученные награды: за лучшую мужскую роль — Мишель Галабрю; за лучший сценарий — Жан Оранш, Пьер Бост, Бертран Тавернье; за лучшую музыку к фильму — Филипп Сард.
- Премия «Сезар», номинации: за лучший фильм; за лучшую мужскую роль второго плана — Жан-Клод Бриали; за лучшую режиссуру — Бертран Тавернье.

## Критика
Цель Тавернье — не сделать фильм тревожным или захватывающим: убийства происходят за кадром. Режиссёр концентрируется на подоплёке этого дела, на размышлениях о его причинах. Он решает эту задачу так успешно, что сами убийства становятся совершенно вторичными. Тавернье не выносит обвинений и не даёт явных оценок, но побуждает зрителя к размышлению.